# Francesco Petronio
Francesco Petronio (Trieste, 21 dicembre 1931 – Torino, 12 luglio 1994) è stato un politico italiano, parlamentare nazionale ed europeo, dirigente ed intellettuale del Movimento Sociale Italiano.

## Biografia
Nei primi anni Cinquanta, giovanissimo, aderì ai Fasci di Azione Rivoluzionaria venendo anche coinvolto in un'inchiesta giudiziaria nel 1951. È stato presidente del FUAN. Entrato nell'MSI, fu sempre vicino alle posizioni di Pino Romualdi e collaborò duraturamente al suo mensile L'Italiano. Fu eletto deputato alla Camera nella VI legislatura nel collegio Lombardia 1, (1972-1976).
È stato eletto alle elezioni europee del 1979, e poi riconfermato nel 1984, per le liste del MSI. È stato vicepresidente del Gruppo delle Destre Europee, membro della Commissione economica e monetaria, della Commissione per l'energia e la ricerca, della Delegazione per le relazioni con i paesi dell'Europa del Nord e il Consiglio nordico, della Commissione giuridica e dei diritti dei cittadini, della Delegazione al comitato misto Parlamento europeo/Assemblea della Repubblica del Portogallo, della Delegazione per le relazioni con i paesi dell'America centrale e del gruppo Contadora, della Delegazione per le relazioni con la Norvegia.
Ha aderito dapprima al gruppo parlamentare dei Non iscritti (1979-1984), poi al neo-costituito "Gruppo delle destre europee" (1984-1989). Fondò, insieme a Romualdi, la rivista L'Italiano.